# Сан Мартин (департамент)
Вижте пояснителната страница за други значения на Сан Мартин.
Сан Мартин е департамент в Аржентина, разположен в провинция Санта Фе с обща площ 4860 км2 и население 60 698 души (2001). Главен град е Састре.

## Административно деление
Департаментът е съставен от 17 общини.